# Parodius: The Octopus Saves the Earth
Parodius: The Octopus Saves the Earth (яп. パロディウス ～タコは地球を救う～ Parodiusu: tako wa chikyū o sukuu) или просто Parodius — видеоигра в жанре горизонтальный скролл-шутер, разработанная Konami для компьютеров MSX и выпущенная в Японии в 1988 году. Игра примечательна тем, что является первой в серии Parodius, хотя её часто путают с продолжением Parodius! From Myth to Laughter. Само название — это слияние слов "Gradius" и "Parody", поскольку игра является пародией на серию космических горизонтальных скролл-шутеров Gradius. Многие персонажи и враги взяты из этой знаменитой серии, в то время как другие элементы были взяты из других игр Konami, таких как Antarctic Adventure и TwinBee. Эта игра имеет особое значение в серии, поскольку она сильно пропитана японской культурой и фольклором.

## Игровой процесс
Геймплей очень схож с играми серии Gradius и TwinBee. Однако персонажи заменены их карикатурными версиями, взятыми из этих или других игр Konami, а также из японской культуры. 
Игрок может играть за осьминога Такосукэ, Пингвина (отца Пентару) из Antarctic Adventure и эксклюзива MSX Penguin Adventure, Гоэмона из серии Ganbare Goemon, рыцаря Пополона из Knightmare или за космический корабль Вик Випер из Gradius. Игра состоит из шести этапов, состоящих из различных препятствий и врагов, таких как пингвины и пчёлы, а также более традиционных врагов Gradius, таких как моаи. Как и в случае с Gradius, в игре используется аналогичная система выбора повэр-апов.

## Музыка
Музыка в основном взята из классических музыкальных произведений. Кроме того, 8 диск Legend of Game Music Premium Box, вышедший 24 марта 2005 года, посвящён играм MSX, в том числе и Parodius.

## Порты
Позднее Parodius была включена в Konami Antiques MSX Collection Vol.3 для PlayStation, Konami Antiques MSX Collection Ultra Pack для Sega Saturn и Parodius Portable для PlayStation Portable с улучшенной графикой.
Кроме того, она была выпущена для мобильных телефонов в декабре 2006 года и на Virtual Console для Wii 12 января 2010 года и Wii U 25 декабря 2013 года в Японии. Также, версия для MSX была переиздана для Windows в интернет-магазине Project EGG 11 апреля 2014 года в Японии.

## Оценки
Parodius была награждена "Лучшей игрой, никогда не выходившей в США" в 1992 году по версии Electronic Gaming Monthly.